# 塩村仁
塩村 仁（しおむら じん、1954年 - ）は日本の実業家。ノーベルファーマ創業者・代表取締役社長。Japan Venture Awards 2017 経済産業大臣賞受賞。

## 人物・経歴
神戸市出身。六甲高等学校理系を経て、一橋大学経済学部で化学のゼミを専攻。1977年大学を卒業し三菱化成工業株式会社（のちの三菱化学株式会社、現・株式会社三菱ケミカルホールディングス）に入社。医薬品部門を希望し研究開発に従事。1981年にコーネル大学経営大学院に留学し管理会計及びマーケティングを専攻した後、「テオドール」のプロダクトマネージャー等を歴任し、1996年及び1999年に社長賞を受賞した。1999年から「三菱東京製薬株式会社及び三菱ウェルファーマ株式会社（現在の田辺三菱製薬株式会社）に出向。2002年、医療事業の統括として新設された三菱化学株式会社ヘルスケア企画室初代室長に就任し株式会社三菱化学安全科学研究所（現在の株式会社LSIメディエンス）取締役、三菱化学メディカル株式会社取締役、株式会社ダイアヤトロン取締役、ゾイジーン株式会社取締役、株式会社ジェンコム取締役、株式会社三菱化学ビーシーエル監査役、三菱化学生命科学研究所改革委員を兼務。2003年稲畑産業株式会社からの出資を受けノーベルファーマ株式会社を創業。アンメット・メディカル・ニーズを対象に事業を進め、2017年にはJapan Venture Awards 2017 経済産業大臣賞を受賞。第17回国際心臓研究会（ISHR）アドバイザリー・ボード・メンバー、一般財団法人日本救急医療財団評議員等も務める。

## 論文
- 「選択的抗トロンビン剤 アルガトロバン」ファルマシア 26(9), 930, 1990-09-01
- 「日本経済の成長戦略と医療イノベーションの評価 : 薬事法改正と内閣府規制改革会議意見をめぐって」医薬品医療機器レギュラトリーサイエンス 44(12), 962-967, 2013